# Cephalotes notatus
Espèce
Synonymes
Cephalotes notatus, est une espèce de fourmis arboricoles du genre Cephalotes,.

## Distribution
Cette espèce a été détectée au Brésil, depuis l'État de l'Amazonas au Nord, jusqu'à São Paulo au Sud, en passant par le Minas Gerais et Rio de Janeiro. Il est donc probable que l'endémisme de cette espèce dépasse ces quatre états.

## Description
Comme les autres espèces du genre Cephalotes, elles sont caractérisées par l'existence de soldats spécialisés dotés d'une tête surdimensionnée et plate ainsi que des pattes plus plates et plus larges que leurs cousines terrestres. Elles peuvent ainsi se déplacer d'un arbre à un autre dans une forêt.

## Publications
Diversity and Adaptation in the Ant Genus Cephalotes Past and Present (Hymenoptera, Formicidae)